# Chiesa di Nostra Signora degli Aghi
La chiesa di Nostra Signora degli Aghi (in catalano: Església de Nostra Senyora de les Agulles) è un luogo di culto cattolico che si trova nel comune di Montagut i Oix, in Catalogna.

## Origine del nome
Il nome di Nostra Senyora de les Agulles, cioè di Nostra Signora degli Aghi è legato ad un'antica tradizione locale che portava le fedeli a scambiare gli aghi usati per cucire i loro vestiti con quelli utilizzati per il manto della Vergine.

## Storia

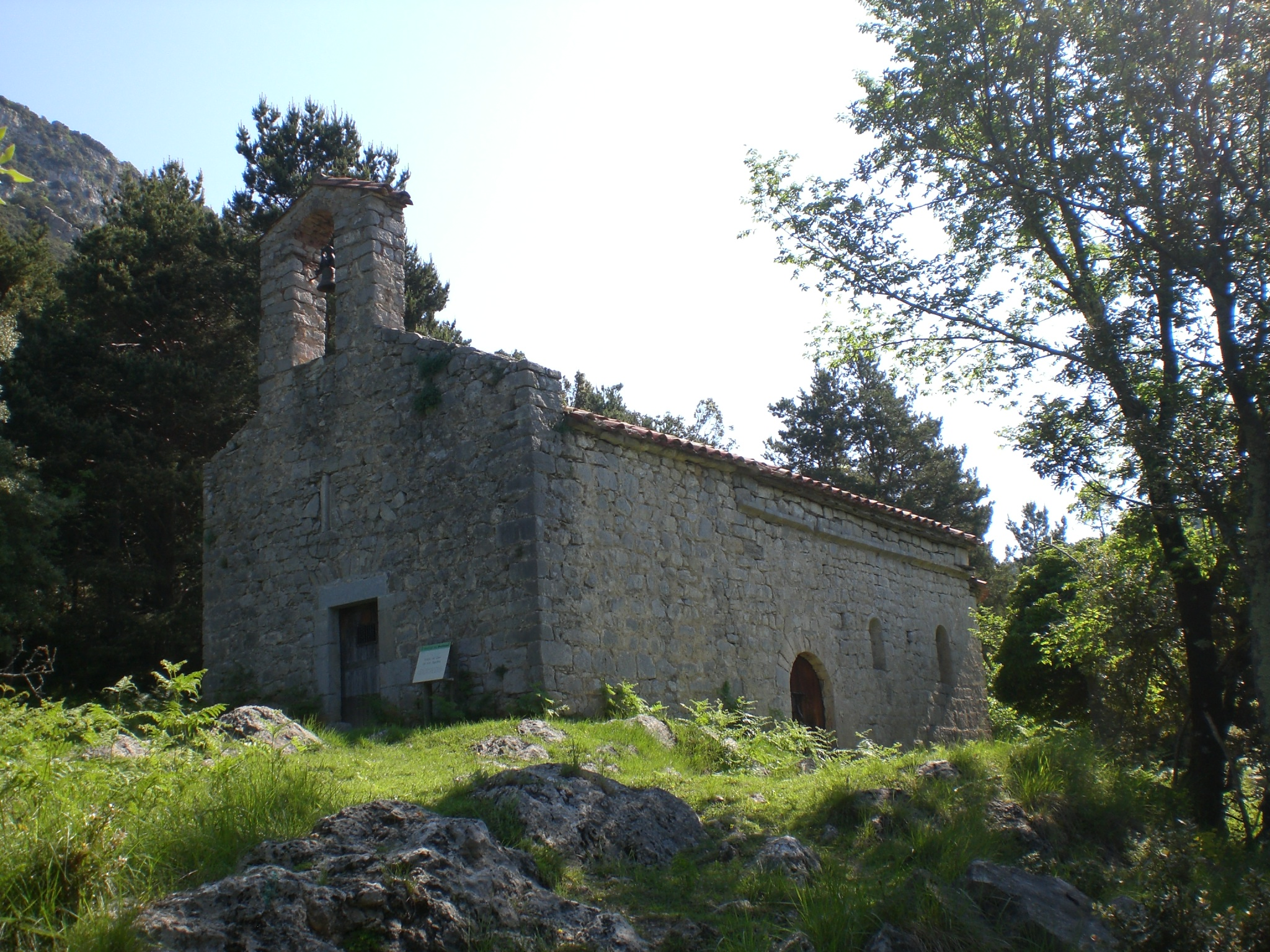
Facciata con campanile a vela della chiesa.

La chiesa è stata edificata in epoca romanica e in seguito è stata oggetto di numerose modifiche.

## Descrizione

### Esterno
La chiesa mostra orientamento verso est. Il portale principale è sulla facciata anteriore, mentre sulla fiancata di destra si trova un accesso laterale. Tutta la struttura, in stile romanico, è in pietra a vista. Il campanile è a vela.

### Interno
L'interno della chiesa è a navata unica con volta a botte. L'abside è semicircolare. 
Nella chiesa era presente una statua in legno policromo raffigurante la Vergine, risalente al XII o al XIII secolo, poi trasferita al museo d'Arte di Gerona. Era tradizione fissare aghi ai costumi dell'immagine che poi furono considerati miracolosi.